# Lot 46
Lot 46 est un canton dans le comté de Kings, Île-du-Prince-Édouard, Canada. Il fait partie de la Paroisse East.

## Population
- 390 (recensement de 2001)[1]
- 400 (recensement de 2006)[1]
- 360 (recensement de 2011)[2]

## Communautés
Non-incorporé :
- Baltic
- Bayfield
- Glencorradale
- Greenvale
- Little Harbour
- Priest Pond
- Red Point
- Rock Barra
- Saint Catherines